# 展覽會

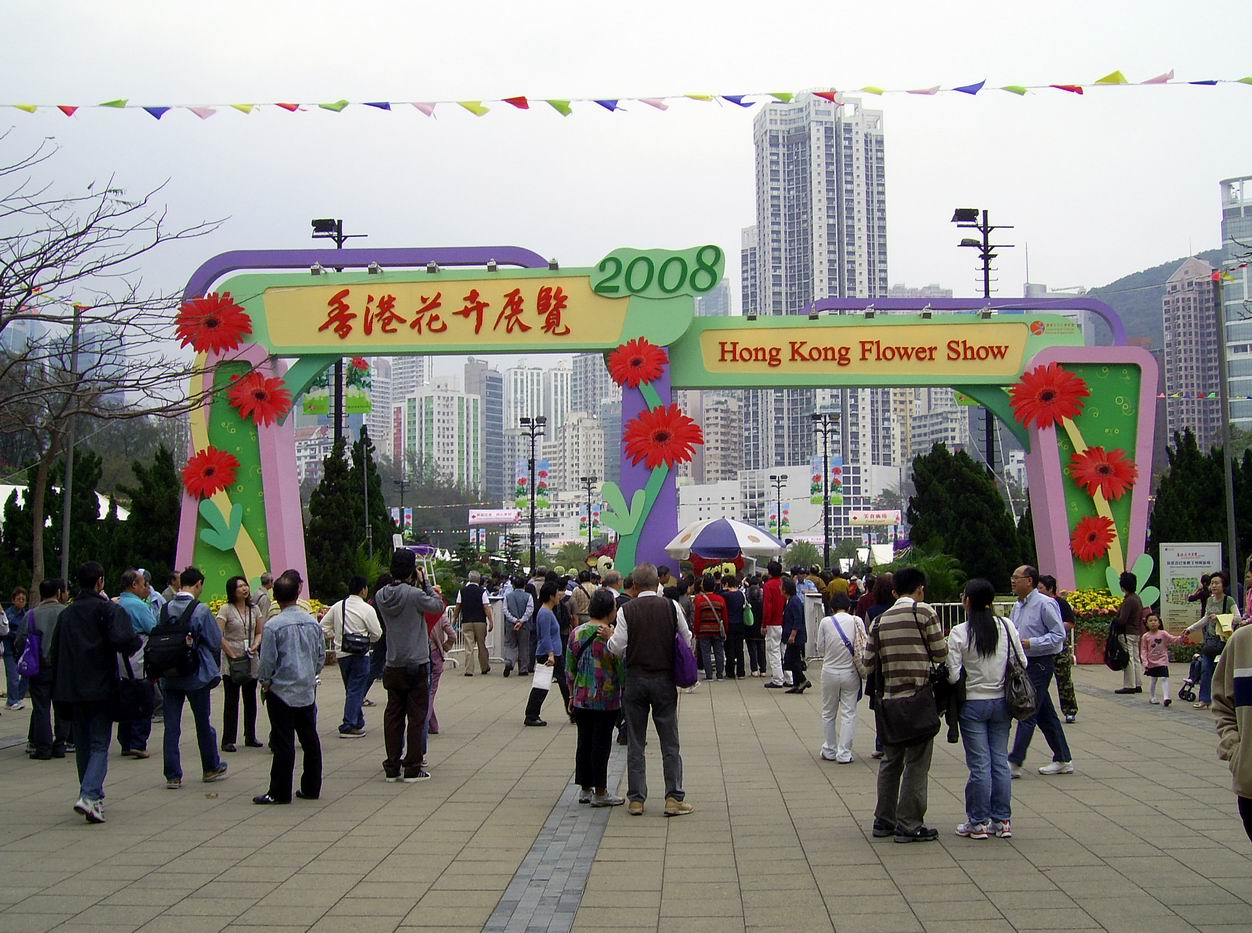
花展

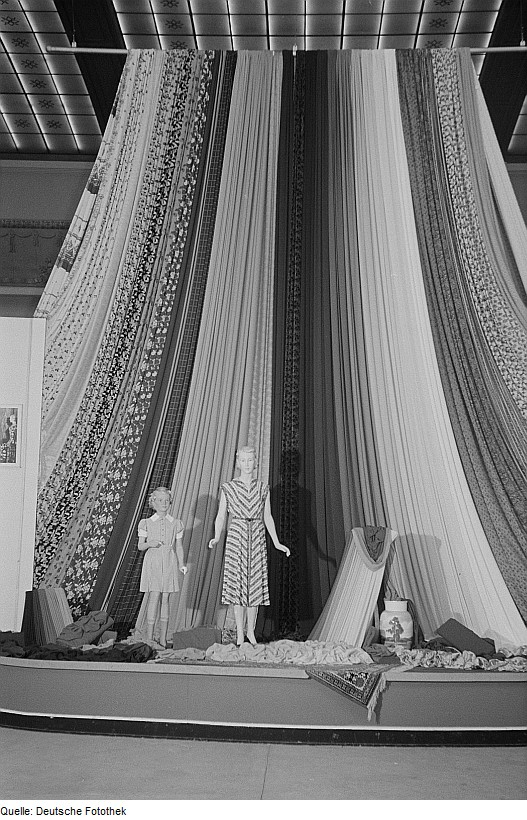
1954年歐洲布料紡織展

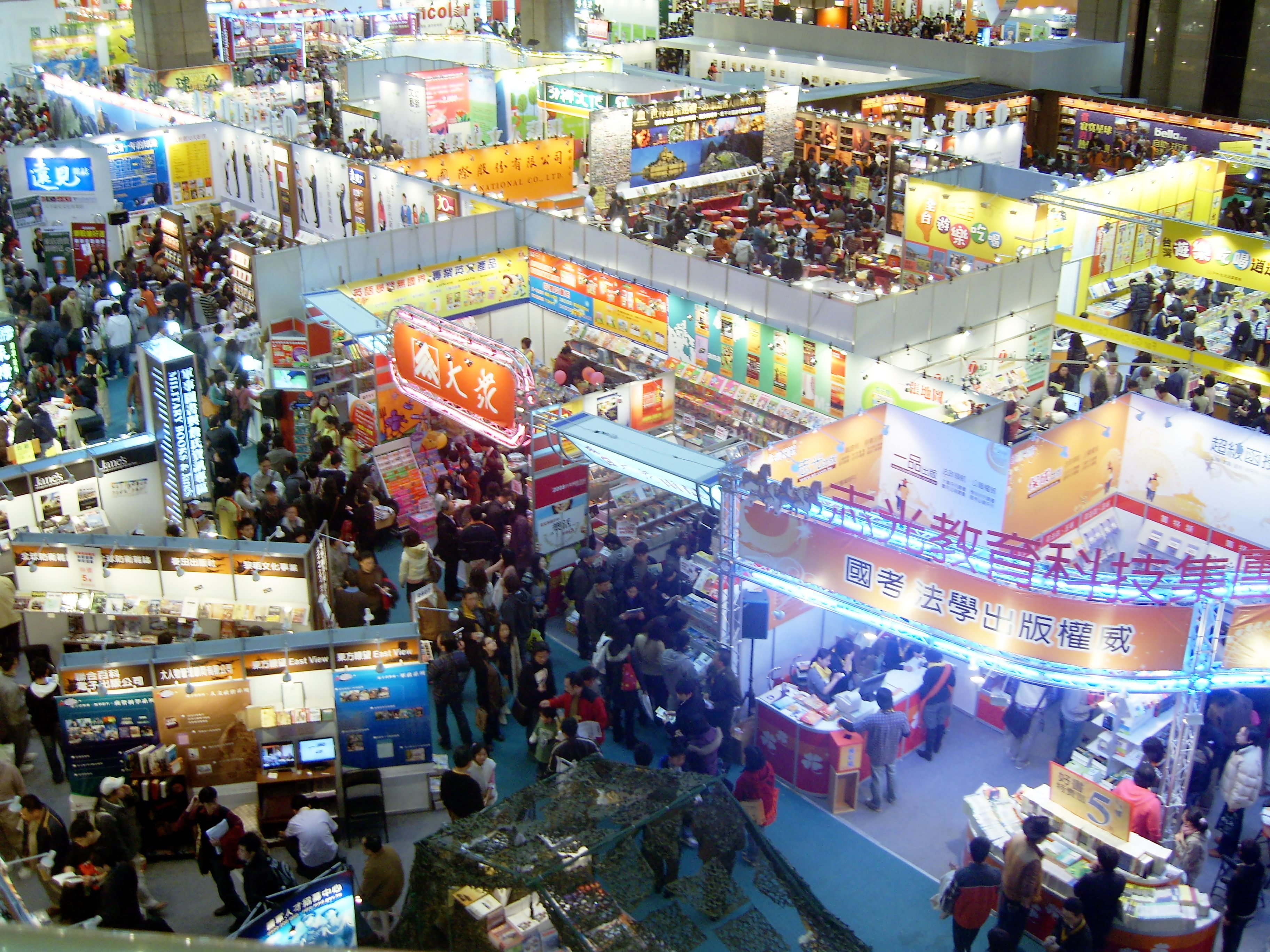
2008台北國際書展

展覽會（簡稱展覽） 是指陳列物品並於特定時間內供人參觀的集會，為一種大型項目管理及社交活動，其活動展示商品、藝術、公司組織形象及服務。 展覽會可能跟以前的墟市有類同，它們都有定期、組織者、参予者、参觀者等，他們之間互動交換資訊，達到認知、認同，甚至交易。雖然許多展覽只在一個地點舉辦，但有些展覽在多個地點舉辦，稱為巡迴展覽，還有一些展覽是線上展覽。以特別脆弱或貴重的物品或活體動物為主題的展覽只能在正式演示期間在參與者或教育者的密切監督下進行展示。從一個機構運送到另一個機構的臨時展品屬於流動展品。
現代的展覽會中常見有参展商、主辦單位、表演嘉賓、贊助人、工程承包商、物流供應商、物業管理、展覽館業主等的互為關係。 其中有合約、場租、攤位、参展商守則、按金及罰則等。
雖然展覽是常見的活動，但展覽的概念相當廣泛，包含許多變數。展覽範圍從世界博覽會等超大型活動到小型的藝術家個展或僅展示一件物品。通常需要一個專家團隊來組織和執行展覽；這些專家根據所述展覽的類型而有所不同。策展人有時會作為選擇展覽中物品的人參與其中。有時需要作家和編輯撰寫文字、標籤和隨附的印刷材料，例如目錄和書籍。可能需要建築師、展覽設計師、平面設計師和其他設計師來塑造展覽空間並賦予編輯內容形式。組織和舉辦展覽也需要有效的活動規劃、管理和後勤。

## 歷史
市集某程度上是人類歷史早期的一種展覽會。隨著19世紀歐洲的商業主義抬頭，形成了較大規模的現代展覽會。1851年英國倫敦的首屆世界博覽會，可算是首個現代展覽會。

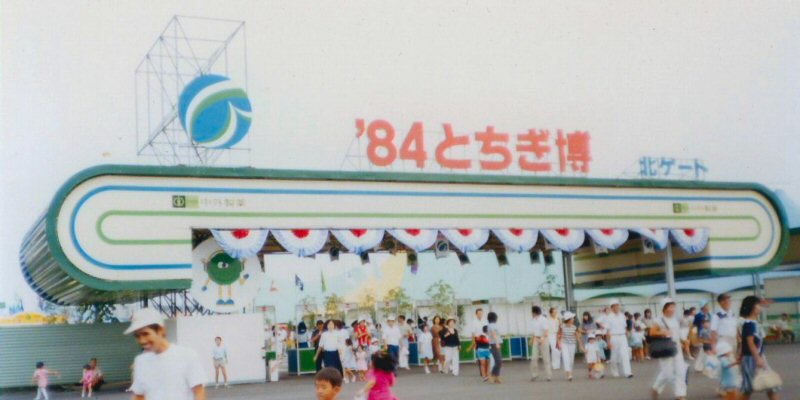
1984年日本宇都宮市栃木博覽會

## 網路展覽
線上展覽是博物館、畫廊和檔案館中常見的文物、藝術品和其他物品的虛擬展示。他們利用網路展示藏品和教育內容，比實體展覽更廣大的受眾。線上展覽可以採用多種形式，包括數位影像、掃描文件、3D 建模，甚至虛擬實境體驗。

線上展覽的興起有幾個因素。網路的全球影響力使博物館能夠與分散在各地的觀眾分享他們的藏品。此外，線上展覽可以克服物理空間的限制，允許展示大量傳統方式難以展示的藏品或大型物品。此外，線上展覽可以提供實體展覽中無法提供的互動功能、教育資源和輔助工具。
雖然線上展覽具有許多優勢，但它們無法完全複製實體展覽的體驗。物體的物理存在、畫廊空間的策劃佈局以及博物館參觀的社交互動都是在線體驗中缺少的。儘管如此，線上展覽可以作為實體展覽的寶貴補充，擴大對文化遺產的接觸，並促進對世界各地博物館和收藏品的更深層次的欣賞。

### 虛擬博物館展覽
虛擬博物館是一個致力於展示物品和藏品的數位機構，類似於實體博物館，但完全在線上存在。虛擬博物館展覽利用數位技術在線上環境中展示藏品和敘述。這些展覽可以是永久性的，也可以是臨時性的，展示廣泛的主題和物品。

### 展覽會
- 車展
- 漫展
- 博物館（Museum）
- 陳列室（Showroom）
- 美術館（Art museum）
- 雙年展
- 阿联酋展览会
- -
  - 場地
  - 海報
  - 場刊
  - 贈品
  - 商品目錄
  - 報價表
  - 公司名片
  - 抽獎
  - 大會廣播
  - 講座
  - 空間桁架
  - 折疊式空間桁架
  - 易拉寶

## 外部連結
- 维基共享资源上的相關多媒體資源：展覽會